# Приозерне (Ізмаїльський район)
Приозерне́ — село Суворовської селищної громади в Ізмаїльському районі Одеської області в Україні, за 3 км від станції Дзинілор. Населення становить 1778 осіб.

## Історія
У 1945 р. Указом Президії Верховної Ради УРСР село Чомашир (рум. Ceamașir — «пральня») перейменовано на Приозерне.
12 червня 2020 року, відповідно до Розпорядження Кабінету Міністрів України від № 724-р «Про визначення адміністративних центрів та затвердження територій територіальних громад Одеської області», увійшло до складу Суворовської селищної територіальної громади.
19 липня 2020 року, в результаті адміністративно-територіальної реформи та ліквідації Кілійського району, село увійшло до складу Ізмаїльського району.

## Населення
Згідно з переписом 1989 року населення села становило 1845 осіб, з яких 861 чоловіків та 984 жінки.
За переписом населення 2001 року в селі мешкало 1705 осіб.

### Мова
Розподіл населення за рідною мовою за даними перепису 2001 року:
| Мова       | Відсоток |
| ---------- | -------- |
| румунська  | 93,53 %  |
| російська  | 2,25 %   |
| українська | 2,08 %   |
| гагаузька  | 0,96 %   |
| болгарська | 0,79 %   |

## Постаті
- Козьма Денис Петрович (1987—2019) — старший матрос Збройних сил України, учасник російсько-української війни.